# Monastère de Saint-Maron
Le monastère de Saint-Maron (syriaque : Deir Mar Maroun) est une grotte creusée dans la roche solide à flanc de falaise, située à environ 200 mètres de Ain ez Zarqa (en), une source de la rivière Oronte, et au sud de Hermel dans le gouvernorat de Baalbek-Hermel, au nord du Liban. Elle a été utilisée comme monastère maronite et porte le nom de Saint-Maron.

## Histoire
La grotte-monastère est située à 90 mètres au-dessus de la rivière. Le monastère se compose de trois niveaux avec des escaliers en pierre, un autel et de nombreuses petites cellules,. Elle compte également un puits profond de 42 mètres.
Des tribus préhistoriques y vivent. Elle a certainement été aménagée au deuxième siècle et utilisée comme petit refuge pour le culte dans les montagnes,. Elle aurait été construite par des Romains, qui ont également installé des systèmes de canalisation dans toute la région.
Il est suggéré que Maron a vécu dans ce monastère pendant des conflits entre différentes sectes chrétiennes. Il y aurait ensuite placé ses fidèles pour quelques générations.
Au début du septième siècle, un groupe de nonnes fuit les persécutions dans le Nord de la Syrie et se cache dans la caverne.
La caverne est fortement endommagée lors de la conquête arabe de la région. L'occupation ultérieure des périodes mamelouke et ottomane est attestée par des meurtrières creusées dans les murs,. Les tremblements de terre et l'érosion jouent également un rôle dans le mauvais état du monastère.
La structure est tombée en ruine et utilisée comme abri pour les bergers et leurs animaux.
En 1930, un litige oppose le diocèse maronite et d’influentes familles musulmanes locales, qui accusent le diocèse de s’être approprié la zone du monastère qui leur appartenait en 1923, quand elles quittent la région pour vivre en Syrie. Plus récemment, le diocèse s'oppose au ministère de l’Energie et de l’Eau libanais, jusqu'à ce que le gouvernement lui accorde le droit de reconstruire le monastère et de l'ouvrir au public.
Le monastère est un lieu de pèlerinage pour les personnes chrétiennes et musulmanes. En juillet 2018, la rénovation du monastère est achevée et le lieu accueille à nouveau du public, et l'évêque de la région annonce qu'une messe quotidienne y sera un jour célébrée.